# Redonne-moi
Redonne-moi è il terzo singolo del album Avant que l'ombre... della cantante francese Mylène Farmer, pubblicato il 2 gennaio 2006.
La pubblicazione di questo singolo anticipò di qualche giorno l'inizio delle tredici date a Bercy del 2006. La traccia è una ballad sinfonica composta da Laurent Boutonnat, mentre il testo, molto intimo e profondo, è scritto da Mylène Farmer.
Il videoclip che accompagna la canzone è stato diretto da François Hanss ed è stato girato nel Museo del Louvre. Il video mostra la Farmer aggirarsi in una stanza del Louvre in cui scoprirà una statua che la raffigura fedelmente.
Il singolo ha venduto 40 000 copie.
.

## Versioni ufficiali
1. Redonne-moi (Single Version) (4:02)
2. Redonne-moi (Album Version) (4:24)
3. Redonne-moi (Instrumental) (4:24)
4. Redonne-moi (Version Live 06) (5:44)